# Emil Horváth st.
Emil Jozef Horváth starší (27. srpna 1923 Zlatno – 1. ledna 2001 Svit) byl slovenský herec.

## Filmografie (výběr)
- 1949: Katka (průvodčí ve vlaku)
- 1955: Štvorylka
- 1956: Previerka lásky (dělník)
- 1958: Šťastie príde v nedeľu (starší pán)
- 1959: Muž, ktorý sa nevrátil (tiskárenský metér Tomovič)
- 1959: V hodine dvanástej (svatební host)
- 1960: Skalní v ofsajde (Antalík)
- 1961: Pokorené rieky (Matula)
- 1961: Tri razy svitá ráno (Vobošťok)
- 1961: Zbabělec (farář)
- 1962: Tam za lesem (farář)
- 1962: Výlet po Dunaji (Garbiarik)
- 1964: Archimedov zákon (Makovec)
- 1965: Odhalenie Alžbety Báthoryčky (Horanský)
- 1965: Smrť prichádza v daždi (Bačinský)
- 1966: Tango pre medveďa (lékárník)
- 1969: 322 (Fajnor)
- 1971–1972: Dispečer (Valošek, TV seriál)
- 1973: Deň slnovratu (Igorův otec)
- 1973: Horká zima (Hakl)
- 1973: Hriech Kataríny Padychovej
- 1974: Trofej neznámeho strelca (Imro)
- 1975: Tetované časom (prof. Stárek)
- 1976: Desať percent nádeje (Brozan)
- 1976: Keby som mal dievča (prof. Jožulo)
- 1976: Stratená dolina
- 1978: Leť, ptáku, leť!
- 1979: Hordubal
- 1980: Odveta (Halaša)
- 1980: Toto leto doma (prof. Wagner)
- 1983: Tisícročná včela (železničář)
- 1985: Perinbaba (farář)
- 1986: Tchán – povídka z cyklu Bakaláři (malíř pokojů)
- 1989: Uzavřený okruh (děda Jančák)
- 1991: Tajomstvo alchymistu Storitza (sluha)